# Little Raiders: Robin's Revenge
Little Raiders: Robin's Revenge est un jeu vidéo développé par Future Games Of London, et édité par Ubisoft, sorti le 28 août 2014 en téléchargement sous iOS et Android en Free-to-Play.

## Scénario
Après la destruction de son village, Robin décide de se réfugier dans la forêt. Il est accueilli par les esprits de la nature qui lui permettent de reprendre des forces pour se rebeller contre la tyrannie du shérif Blackthorn qui règne sur ses terres et kidnappe son peuple.

## Système de jeu
Little Raiders: Robin's Revenge propose au joueur de se battre aux côtés de Robin dans le but de sauver des héros et de se venger du shérif. Les héros devront être entrainés et il faudra les améliorer en leur ajoutant du nouveau matériel et plus de 200 armes diverses et variées. Le joueur peut également leur apprendre des techniques de combat. Il devra également effectuer différentes quêtes, battre des boss et conquérir diverses régions pour avancer dans la partie.
Pour améliorer les différents héros, il faut développer le village de Robin dans le but d'augmenter les capacités des héros. Le joueur peut construire des cabanes pour les villageois, un forgeron ou encore une université. Ces constructions peuvent être réalisés grâce aux ressources récoltées dans le jeu. Certains bâtiments se débloquent en fonction du niveau de réputation.
Lors des phases d'exploration, le joueur contrôle une ou plusieurs troupes qu'il devra diriger. Chaque horde est constituée d'un héros et de quelques soldats possédant chacun son style de combat (à l'épée ou à l'arc). Il suffit par la suite, de vaincre les ennemis pour atteindre l'objectif demandé. Certains bonus peuvent se trouver sur le champ de bataille comme des caisses de soins pour soigner ses troupes.

## Accueil
Little Raiders: Robin's Revenge est un jeu ayant été applaudi pour son gameplay addictif sur mobiles et sa simplicité de prise en main. Les graphismes rétro du jeu sont également appréciés.